# Mellau
Mellau é um município da Áustria, situado no distrito de Bregenz, no estado de Vorarlberg. Tem 40,55 km² de área e sua população em 2019 foi estimada em 1.297 habitantes.